# Syndicat infirmier
 (février 2015).
Un syndicat infirmier est un syndicat professionnel regroupant des infirmiers ou des étudiants en soins infirmiers.

## France

### Origines
- 1924 : Création de Association Nationale des Infirmières Diplômées de l’État Français (ANIDEF)[1]
- 1942 : Création du diplôme d’état infirmier.
- 1950-1953 : la Présidence de l’ANIDEF est assurée par Mme de Chambure (Côte-d’Or)
- 1954-1959 : l’ANIDEF devient la Fédération Nationale des Infirmiers et Infirmières de France, d’Union Française et des Territoires Associés. Elle regroupe des syndicats d’infirmiers, de masseurs-kinésithérapeutes et de pédicures-podologues. Elle prendra ensuite le nom de Fédération Nationale des Infirmiers (FNI).
- 1970 : Des syndicats dissidents, dont celui de Paris, fondent l’ONSIL.
- 1973 : fondation du SNIIL [2]
- 1988 : Grève des infirmières françaises de l'automne 1988
- 1999 : création d'une confédération syndicale appelée Convergence Infirmière, regroupant à l'origine l'ONSIL, le SNIIL, Profil Infirmier et le SPIL[3]. Les deux premiers syndicats ont repris leur indépendance depuis.
- 2006 : Le Collectif Sainte-Anne a soutenu le projet de loi de décembre 2006 portant création de l’Ordre national des infirmiers.

### Infirmiers libéraux
- 1970 : La Fédération Nationale des Infirmiers (FNI) engage des travaux visant à instaurer une convention nationale des infirmiers avec la Sécurité Sociale.
- 1972 : La FNI est le seul syndicat considéré comme représentatif des infirmiers libéraux. Elle signe la première convention nationale des infirmiers.
- 1977 : Fondation de l'UNAPL dont la FNI est membre fondateur.
- 1986 : l'ONSIL est reconnue comme représentative
- 1987 : signature de la convention par l'ONSIL
- 1993 : la convention est annulée par le conseil d'État
- 1995 : la convention de 1994 est annulée par le conseil d'État
- 1996 : nouvelle convention, non signée par l'ONSIL
- 2002 : la convention n'est signée que par CI
- 2006 : La convention actuelle est signée.
- 2007 : 4 organisations sont considérées comme représentatives des infirmiers libéraux.
- 2016 : 3 organisations sont considérées comme représentatives des infirmiers libéraux : CI, FNI et SNIIL.
- 2019 : Un nouvel avenant conventionnel est signé par la FNI et le SNIIL. Non signée par CI[4].

Les premières élections  ordinales de 2008 ont vu  121  élus  sur  les  420  postes  à  pourvoir  être syndiqués à la FNI.
La loi HPST a fixé les critères de reconnaissance de la représentativité pour les syndicats de professionnels de santé libéraux : l'indépendance, une ancienneté minimale de deux ans à compter de la date de dépôt légal des statuts, les effectifs et l'audience électorale.
Lors des élections URPS de 2010, la FNI et le SNIIL arrivent en tête avec respectivement 35,2 % des voix et 125 élus d'une part et 35,9 % des voix et 119 élus d'autre part.
L'enquête de représentativité de la Mission nationale de contrôle et d'audit des organismes de sécurité sociale (MNC) débutée en décembre 2011 a conclu que les quatre organisations suivantes étaient représentatives des IDE libéraux : 
- la Fédération nationale des infirmiers (FNI) avec 5979 adhérents,
- le Syndicat national des infirmières et infirmiers libéraux (SNIIL) avec 3974 adhérents,
- l'Organisation nationale des syndicats d'infirmiers libéraux (ONSIL) avec 1509 adhérents et 
- Convergence infirmière (CI) avec 1303 adhérents.
Selon le syndicat de médecins MG France, La FNI aurait qualifié le médecin généraliste libéral de "médecin patron", "ennemi" du corps infirmier. Le SNIIL est dépeint dans le même article comme partisan d’une "coopération constructive" entre infirmiers et médecins.
Le SNIIL est membre de la Chambre nationale des professions libérales.
La FNI, CI et l'ONSIL sont à l'origine de la Création de la Fédération Française des Praticiens de Santé (FFPS)

### Infirmiers salariés
- CNI, Coordination nationale infirmière
- SNPI, Syndicat national des professionnels infirmiers, membre de la CFE-CGC
- SUD Santé-Sociaux
- Fédération CFTC Santé-Sociaux

### Infirmiers spécialisés ou à exercice particulier
- Infirmières de l’Éducation nationale[9] (scolaires) : SNICS, Syndicat des infirmiers conseillers de santé[10], SNIES, Syndicat National des Infirmiers et Infirmières éducateurs de santé - UNSA Éducation[11]
- IADE : Syndicat national des infirmiers-anesthésistes

### Infirmiers en formation
Fédération nationale des étudiants en soins infirmiers